# Мусоновы
Мусоновы — деревня в Оричевском районе Кировской области в составе Пищальского сельского поселения.

## География
Расположена на расстоянии примерно 1 км на запад от административного центра поселения села Пищалье.

## История
Была известна с 1727 года как починок Крутиковской с 1 двором, к 1764 году 25 жителей.  В 1873 году здесь (починок Крутиковской или Мусоновы) отмечено дворов 7 и жителей 61, в 1905 8 и 52, в 1926 (уже деревня Мусоновы или Башаричи, Крутиковский) 13 и 59, в 1950 15 и 61, в 1989 оставалось 12 жителей. Настоящее название утвердилось с 1939 года.

## Население
Постоянное население  составляло 1 человек (русские 100%) в 2002 году, 0 в 2010.